# Akersloot
Akersloot ist ein Ort in den Niederlanden, der zur Gemeinde Castricum in der Provinz Nordholland gehört. Er liegt am See Alkmaardermeer, zwischen Uitgeest und Heiloo, etwa 9 km südlich von Alkmaar. 
Akersloot besteht aus dem Ortskern, den Weilern Starting und Klein Dorregeest im Süden sowie dem Weiler Boekel im Norden. Bis zum 1. Januar 2002, als er zusammen mit Castricum und Limmen zur neuen Gemeinde Castricum zusammengelegt wurde, war Akersloot eine eigenständige Gemeinde. Vor dem 1. Januar 1993 war der südliche Teil des Polders Schermer auch Teil der Gemeinde.
Das Patriziergeschlecht der Witsen, eine Amsterdamer Regentenfamilie, hatte vermutlich seinen Ursprung in Akersloot.

## Geschichte
Die Gegend um Akersloot wurde seit etwa 2000 v. Chr. besiedelt. Seine älteste Erwähnung erfolgte unter dem Namen Axmericota, das so viel wie „Eichenwald am Meer“ bedeutet.
Zwischen 1250 und 1400 bekam der Ort den Titel „Hauptdorf des Kennemerlandes“. Der Nachbarort Limmen war zu dieser Zeit lediglich das Dorf mit dem zweithöchsten Prestige in der Region.
Im Jahre 1276 erhielt Akersloot, da es im Kampf gegen die Friesen Tapferkeit bewiesen hatte, von Graf Florens V. seine Rechte und Privilegien zurück. Diese waren dem Ort zu Beginn des 13. Jahrhunderts entzogen worden, nachdem die Bevölkerung gegen dessen Vorgänger als Grafen von Holland aufbegehrt hatte.
Während des Achtzigjährigen Krieges wurde Akersloot im Oktober 1573 im Zuge der Belagerung von Alkmaar von den sich zurückziehenden Spaniern gebrandschatzt, wobei zahlreiche Wohnhäuser und Gebäude zerstört wurden. Nach dem Kriegsende blühte das Handwerk und der örtliche Handel auf. In dieser Zeit wurden in Akersloot vor allem Seefahrt und Fischerei betrieben. Heute bildet der Tourismus und die Rinderzucht den wesentlichen Teil der Wirtschaft.
Aufgrund seiner geographischen Lage war Akersloot lange Zeit isoliert. Der Kontakt mit der Außenwelt erfolgte vor allem durch die sogenannten Salonboote der Reederei Alkmaar Packet, die im Jahre 1950 geschlossen wurde.
Nach dem Zweiten Weltkrieg wurde sukzessiv eine Busverbindung etabliert, die eine Anbindung an die naheliegenden Gemeinden ermöglichte. In Akersloot wurde außerdem ein Yachthafen mit Zugang zum Alkmaarder- und Uitgeestermeer gebaut.

## Sehenswürdigkeiten

### Oude Knegt

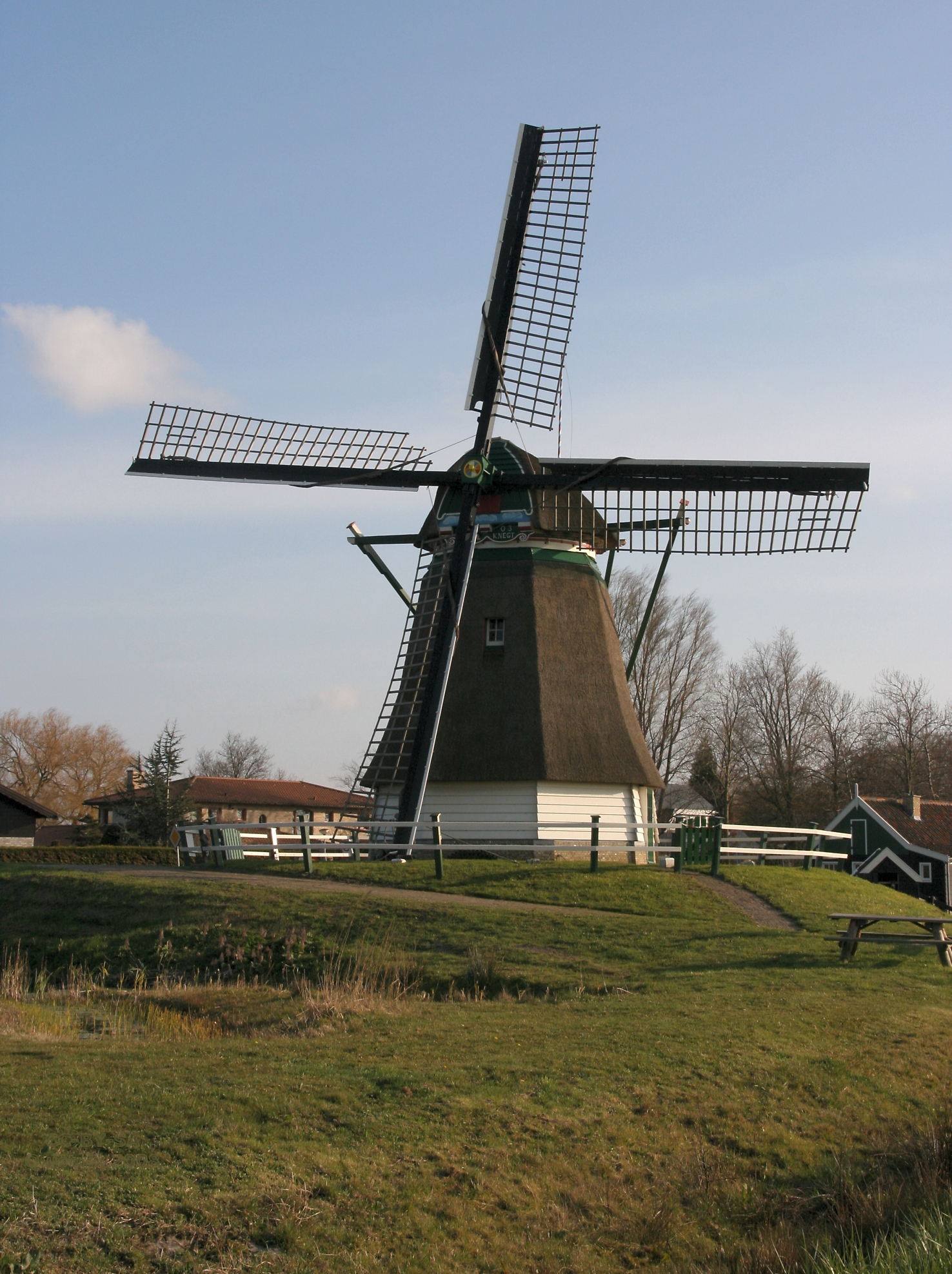
Oude Knegt

Die Strohmühle Oude Knegt wurde 1981, vorangegangen durch lokale Kampagnen der 1970er Jahre, auf Initiative eines Pfarrers erbaut. Sie wurde anhand eines Modells der 1925 größtenteils abgerissenen Getreidemühle rekonstruiert. In der Neujahrsnacht 2000/01 brannte sie aufgrund eines durch eine Rakete verursachten Silverunglücks vollständig aus. Obwohl der untere Mühlenteil erhalten blieb, erfolgte ein kompletter Wiederaufbau, der 2003 abgeschlossen wurde. Ein Jahr später nahm die etwa 20 Meter hohe Mühle ihren Betrieb wieder auf.

## Söhne und Töchter
- Willem Coster (1590–1640), Gouverneur von Ceylon 1640 (Niederländische Ostindien-Kompanie)
- Willem Volger (1602–1678), Oberhaupt/Gouverneur von Dejima/Japan (Niederländische Ostindien-Kompanie)
- Kornelis Volger (1620–1683), Papierfabrikant und Uhrmacher
- Willem Schermerhorn (1894–1977), Geodät, Kartograf, Techniker und Politiker, Ministerpräsident der Niederlande 1945/46
- Eddy Putter (* 1982), Fußballspieler
- DJ Korsakoff (* 1983), Hardcore-Techno-DJ
- Ben Rienstra (* 1990), Fußballspieler